# Frank Lehmann (Fußballspieler, 1959)
Frank Lehmann (* 28. August 1959 in Lieberose) ist ein ehemaliger deutscher Fußballspieler im Mittelfeld. Er spielte für den FC Vorwärts Frankfurt (Oder) und der BSG Energie Cottbus in der DDR-Oberliga.

## Karriere
Lehmann spielte in seiner Jugend von 1965 bis 1973 bei der BSG Traktor Jamlitz. Danach wechselte er in die Jugendabteilung des FC Vorwärts Frankfurt (Oder) und schließlich in die erste Mannschaft. Dort debütierte er in der Oberliga 1979/80 am 18. August 1979, als er bei der 0:3-Niederlage gegen Dynamo Dresden in der 68. Spielminute für André Jarmuszkiewicz eingewechselt wurde. Seinen zweiten Einsatz hatte er am dritten Spieltag. Auch in den Spielzeiten 1981/82 und 1982/83 wurde Lehmann nur sporadisch und meist nach Einwechslungen eingesetzt. 1983/84 wurde er gar nicht mehr berücksichtigt und wechselte nach der Saison zur BSG Stahl Eisenhüttenstadt. Dort blieb er bis 1986, bevor er von der BSG Energie Cottbus verpflichtet wurde, die gerade aus der zweitklassigen DDR-Liga in die Oberliga aufgestiegen waren. Seit dem 11. Spieltag der Saison stand Lehmann fast immer auf dem Platz, wurde allerdings auch siebenmal ausgewechselt. Insgesamt kam er auf 14 Einsätze. Nach dem direkten Wiederabstieg zählte Lehmann zum Stammpersonal der DDR-Liga-Mannschaft und spielte 1987/88 31-mal und erzielte drei Treffer. Nach dem darauf folgenden Aufstieg kam er in der Oberliga auf 16 Einsätze, allesamt nach Einwechslung. 1989/90 spielte Lehmann konstant 22 Partien und schoss drei Tore. In der folgenden Saison in der Oberliga kam er auf zwei Tore in 25 Einsätzen. 1991/92 und 1992/93 spielte er mit Cottbus in der drittklassigen NOFV-Oberliga, in der er mit 38 Einsätzen und 18 Toren bzw. 30 Spielen und 6 Toren zum Stammpersonal der Mannschaft gehörte.
Nach 1993 Lehmann spielte Lehmann noch für die unterklassigen Vereine Kolkwitzer SV und SV Wacker 09 Cottbus-Ströbitz als Spielertrainer. Anschließend wirkte er bei der SG Willmersdorf 1921, dem Welzower SV Borussia und dem BSV Cottbus-Ost als Cheftrainer.